# 白山市立白嶺小中学校
白山市立白嶺小中学校（はくさんしりつ はくれいしょうちゅうがっこう）は、石川県白山市瀬戸にある公立の併設型小中一貫校。

## 概要
白山市立中学校の中では最も南に位置する学校である。白山市の学校統合計画（1回目）により設置された。白山市の小中一貫校は、本校のみである。かつて本校の敷地には、尾口小中学校の校舎があった。校区は広く、旧尾口村、旧吉野谷村、旧白峰村（中学校に限る。）を校区としており、白峰小学校の卒業生は本校に進学している。また、白山の麓に位置し、近くにスキー場があることなどなどから、クロスカントリースキーやアルペンスキーなどの部活も盛んで、大会などでは顕著な成績を残している。2017年、科学の甲子園ジュニア全国大会に、野々市市立野々市中学校とともに石川県代表で出場し、6位入賞を果たした。
校舎は、『「つながり」を大切にした、心豊かな施設とする。』をテーマとして建設された。地元の特色である豊富な自然との調和がとれているものになっている。小学校1〜4年の普通教室は、教室を真南に向け、十分な採光を確保している。また、職員室を昇降口横に設置し、児童生徒の登下校を見守ることができるようになっている。小学校5〜6年及び中学生の普通教室は2階にある。中学校に関しては、教科教室型を採用している。2010年には、公立の小中学校としては初めて、いしかわ景観賞を受賞した。選考理由は、「田園と山々に囲まれた豊かな自然環境に溶け込み、エコロジーや雪深い地域の特徴にも配慮した、ゆとりと癒しを感じさせる校舎である」からだとしている。同校ホームページには校舎の外観や内観が掲載されている。

## 沿革
- 2008年（平成20年）
  - 4月1日：白山市立吉野谷小中学校・白山市立尾口小中学校・白山市立白峰中学校の統合に伴い、白山市立白嶺小中学校が設置[6]。
  - 4月7日：旧吉野谷小中学校の校舎で開校式を開く（以後、同年8月まで仮校舎となる）[6]。
  - 9月1日：新校舎で授業を始める[6]。
  - 11月17日：竣工式が行われる[6]。
- 2017年（平成29年）10月17日：創立10周年記念行事が行われる[6]。

## 特色
2021年2月26日に、石川県白山白峰漁業協同組合が給食を通して地元の味に親しんでもらおうと、養殖するイワナを提供した。本校では青のり入り天ぷら約百食が登場した。漁協は毎年、約十七万匹のイワナと約三万匹のヤマメを育てている。加藤唯央（ただお）組合長らが給食への提供を企画し、児童が食べやすいようにイワナの腹骨を取り除いた。
また、同年7月13日には、小学生児童が瀬波川で水中生物の生態を知るため、川魚の放流を体験した。市や白山手取川漁協の職員の手ほどきを受け、バケツに入ったイワナやヤマメの稚魚に「元気でね」と声を掛け、川に放流した。瀬波川はキャンプ客にも人気で、2020年は約2500人が利用した。

## 周辺施設
同校から約1キロの所には、学校法人金沢工業大学が運営する国際高等専門学校の白山麓キャンパスがある。2017年4月18日、旧金沢高専校長のルイス・バークスデールが北公子白嶺中学校校長を訪ね、金沢工業高等専門学校と白嶺中学校との間に連携協力に関する協定書を交わし、教育、防災などの面で協力し、信頼関係を築くことを確認した。協定調印にあたり、「学生と生徒の交流や施設の活用などで協力することによって、互いに恩恵が見込まれ」るとし、良好な関係を築いて地域の振興に貢献していくとした。

## アクセス
- 白山市コミュニティバス「めぐーる」で、「白峰小中学校」停留所下車。
- 北鉄白山バス「中宮B線」・「白山線」で、「瀬戸野」停留所下車後、徒歩。